# Castello di Rovasenda
Il Castello di Rovasenda è un edificio fortificato situato nell'omonimo comune.

## Storia
Il documento ufficiale dove compare per la prima volta il nome di Rovasenda è il diploma con cui il re Carlo il Grosso, discendente di Carlo Magno, conferma, nell'882, al vescovo di Vercelli, Luitvardo, il possesso del territorio vercellese.
L'atto, tra l'altro, dice: «...confirmamus totam silvam Rovaxindam pertinentem ad plebem S. Laurentii» (cioè alla pieve di San Lorenzo di Gattinara).
Il paese però non si trovava nella posizione attuale, ma sulle rive del torrente Marchiazza, in località "Pievanasco".
La signoria dei Rovasenda ha inizio nel 965, quando Ingone, vescovo di Vercelli concede in feudo a Aimone, conte di Vercelli, il territorio coperto per la maggior parte dalla "Silva Rovaxinda".
Nel 1170 Alberto di Rovasenda inizia la costruzione del Castello, circondandolo con un ampio fossato.
Il castello riveste nel corso dei secoli diverse funzioni: nasce per scopi esclusivamente militari, si trasforma in abitazione signorile tra il XV e il XVI secolo, diviene fulcro di una struttura economica e agricola nel XVIII secolo.
Nel 1355 Rovasenda diventa confederata con i Marchesi del Monferrato; questo è anche il periodo in cui la Casata dei Savoia inizia la sua ascesa come nuova potenza egemone del territorio. Nei primi anni del Quattrocento tutte le terre del vercellese sono assoggettate al dominio sabaudo, solo il feudo di Rovasenda resiste non intendendo passare sotto i Savoia. 
Nel 1413, però, dopo che Amedeo VIII di Savoia pone sotto assedio il castello, anche i signori di Rovasenda sono costretti a cedere e si sottomettono.
Il castello nel corso dei secoli subì numerose trasformazioni e ampliamenti.
Nel 1459, ad opera di Antonio di Rovasenda viene eretta la torre attuale, alta 48 metri (ancora oggi una delle costruzioni più alte di tutto il vercellese). Questa torre è uno degli esempi più importanti del vercellese; essa poggia su un unico arco, mentre il terrazzo dell'ultimo piano è aggettante sulle pareti esterne, per lasciar posto ad una corona di caditoie quadre, undici per ogni lato.
Contemporaneamente sul lato nord, attigua alla torre, è stata costruita anche un'ala fortificata, che presenta lo stesso stile architettonico con i merloni sostenuti da barbacani in pietra, sporgenti sul muro sottostante per l'apertura di caditoie quadre.
Una nuova ala viene successivamente costruita in epoca rinascimentale e decorata con affreschi, soffitti a cassettoni ed ampie volte.
Nel 1667, durante la guerra tra gli Spagnoli e Carlo Emanuele I il castello subisce gravi danni per assedi, saccheggi e incendi.
Nel 1721 Un fulmine si abbatté sul lato occidentale della nuova torre provocando uno squarcio di 15 m. nell'angolo Sud-Ovest che verrà riparato solo nel 1927.
Negli anni settanta è stato restaurato l'interno della torre su progetto dell'ingegnere Paolo Caccia Dominioni, che fu a lungo ospite del castello, sotto lo pseudonimo di "Silva", nel periodo della resistenza,
Agli inizi del Novecento venne copiato dall'architetto Carlo Nigra per realizzare il Castello nuovo di Rovasenda.
Due targhe commemorative datate 1971, poste sulla facciata del castello ricordano il primo millennio della Comunità di Rovasenda e la morte del valoroso Cavaliere di ventura Pierre Terrail de Bayard, il "Cavaliere senza macchia e senza paura", ferito a morte il 30-4-1524 nei pressi del Castello.

## Visite
Il castello non è attualmente visitabile (ad eccezione di una piccola parte) e necessita di importanti opere di restauro e consolidamento nel suo interno per poter rendere agibili i saloni, alcuni dei quali riccamente affrescati.

## Attività ospitate
Nelle sale attualmente agibili, che hanno una capienza massima di un centinaio di persone,  vengono ospitate occasionalmente manifestazioni culturali, mostre, convegni e concerti a cura della Pro Loco di Rovasenda.
Il castello ospita al suo interno anche la sala del Consiglio Comunale di Rovasenda, arredata dall'artista rovasendese Urano Palma.

## Galleria d'immagini

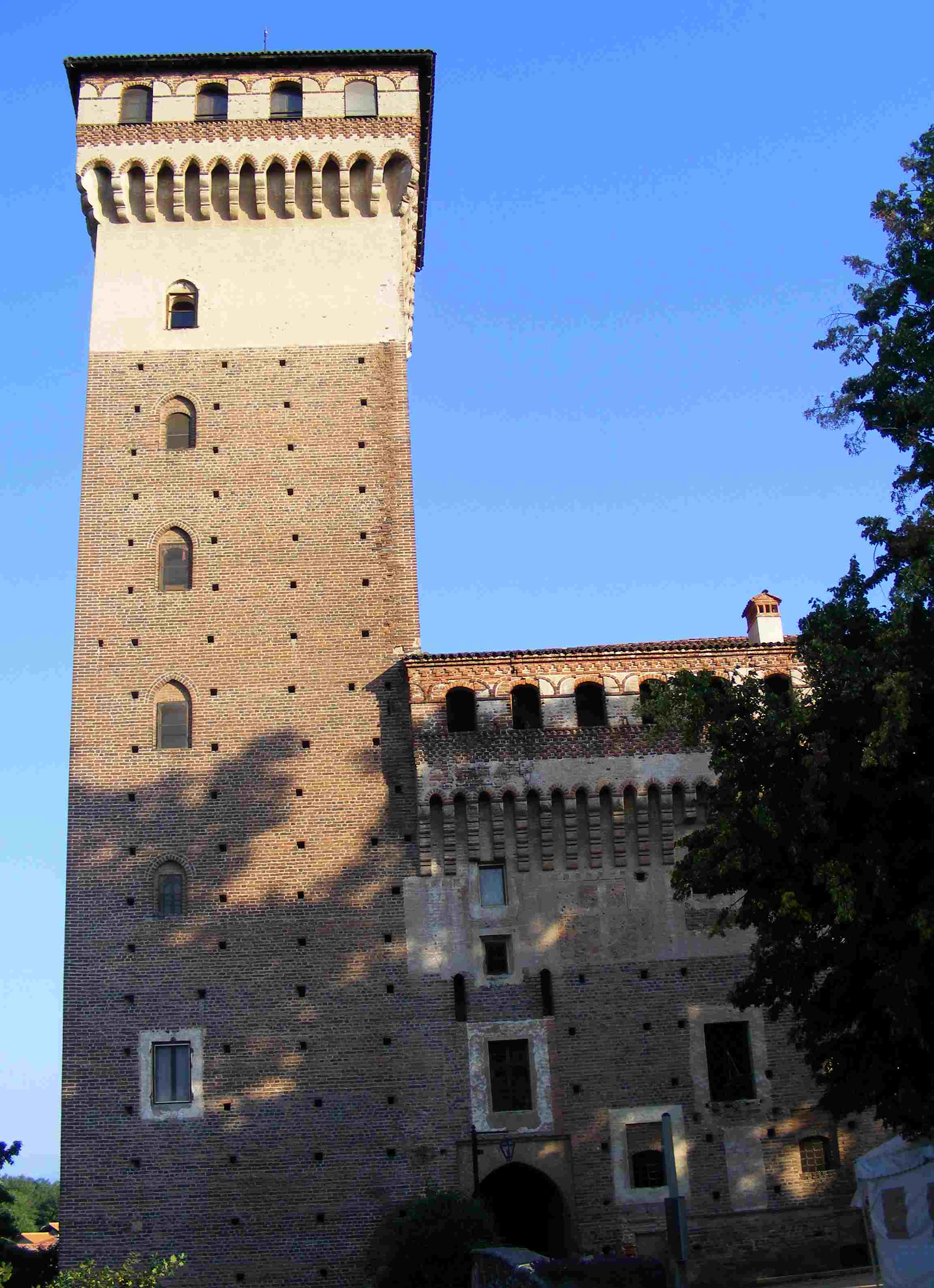
Veduta della facciata del Castello di Rovasenda
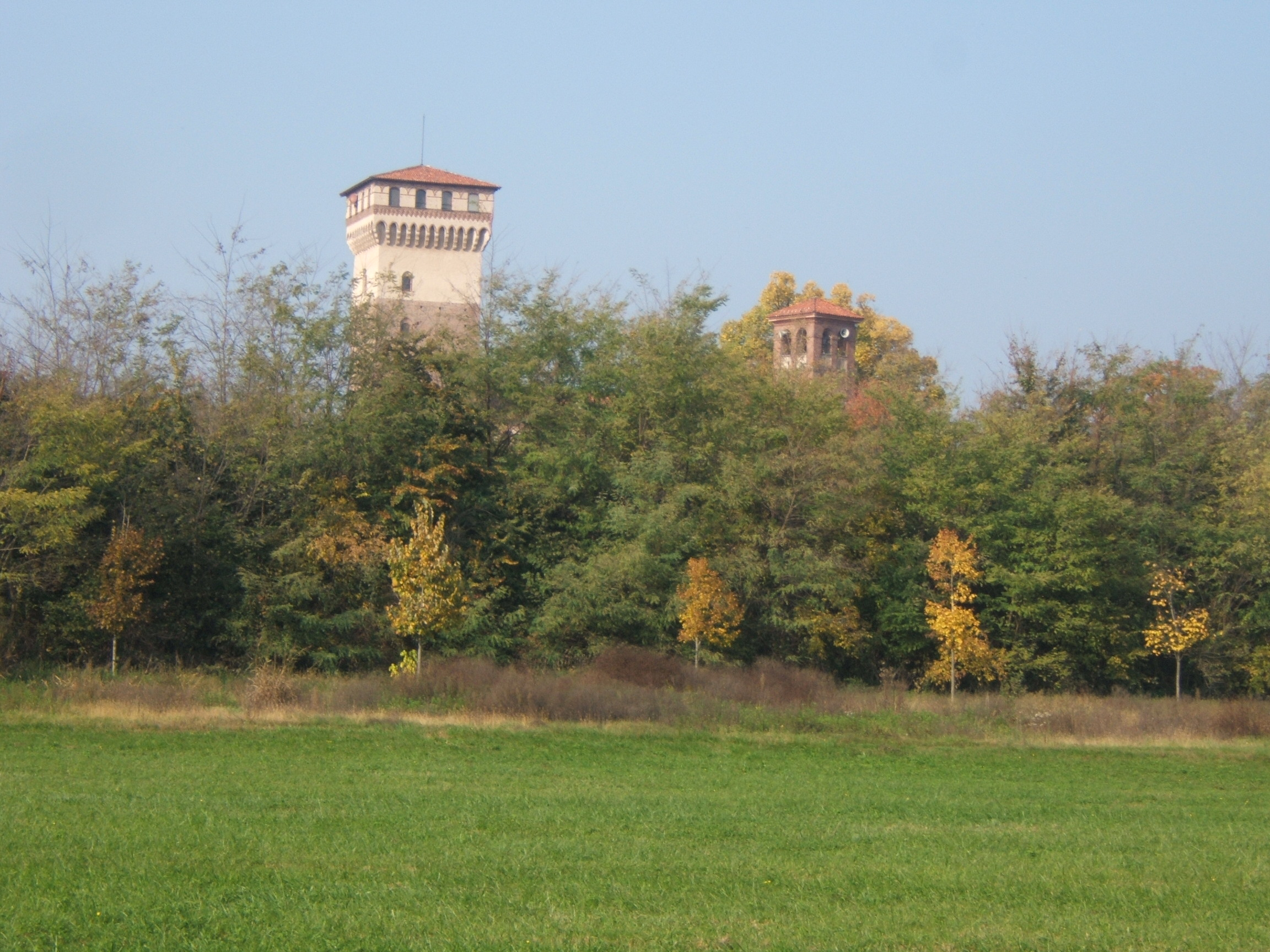
Il Castello di Rovasenda nel cuore della baraggia vercellese
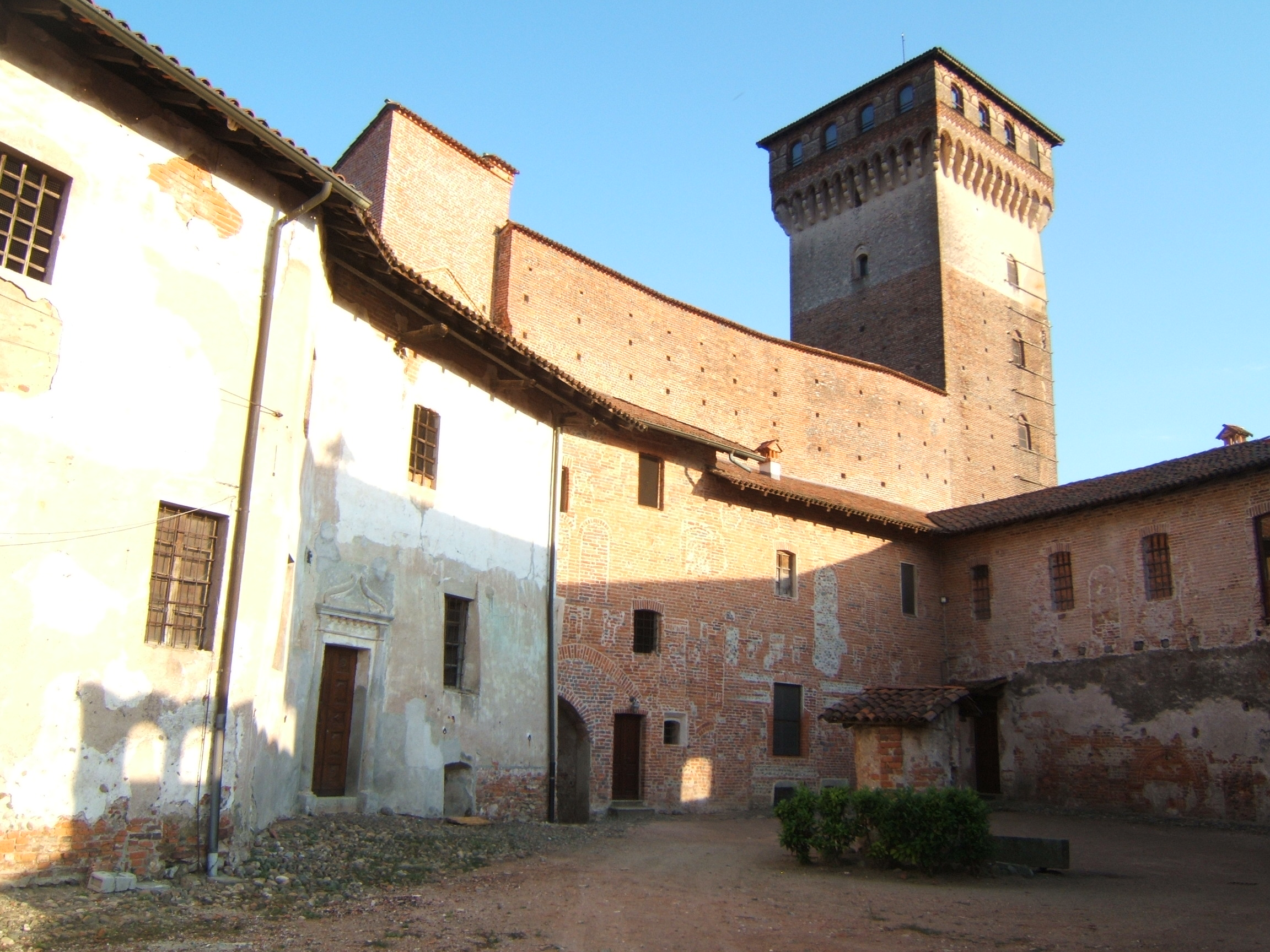
Il cortile interno del Castello
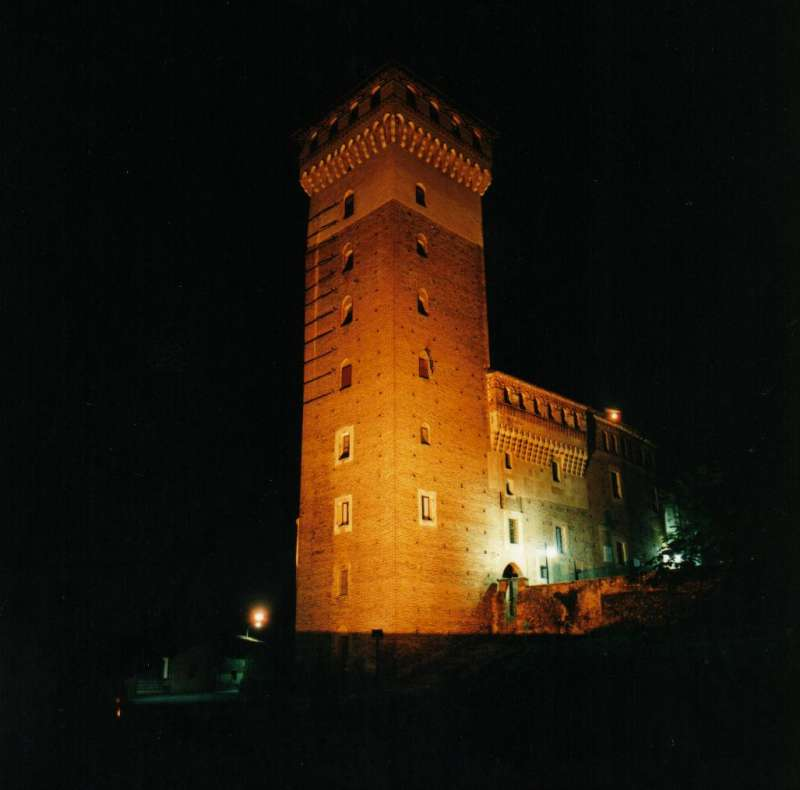
Veduta notturna della torre
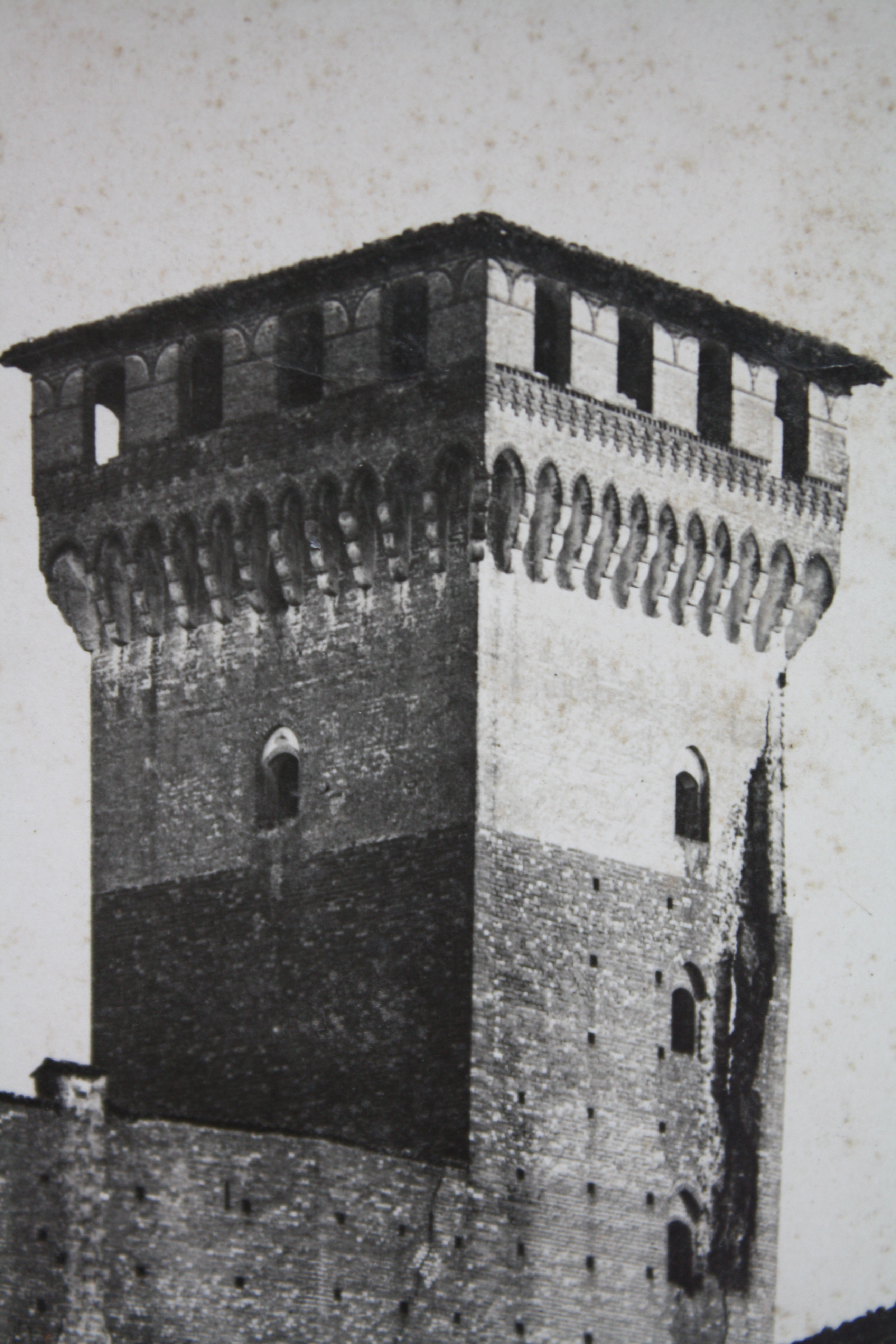
La fenditura nella torre in una foto dei primi del '900
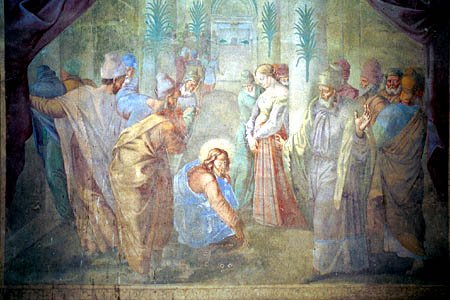
Un affresco nel castello di Rovasenda rappresentante scena biblica
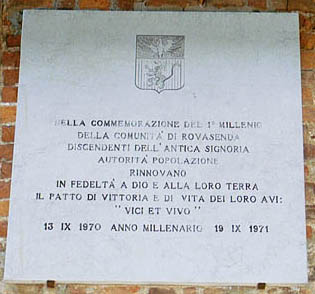
Targa commemorativa del 1° millennio della Signoria di Rovasenda
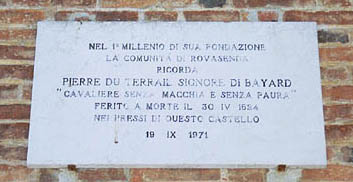
Targa commemorativa della morte del Cavaliere Pierre Terrail Signore di Bayard
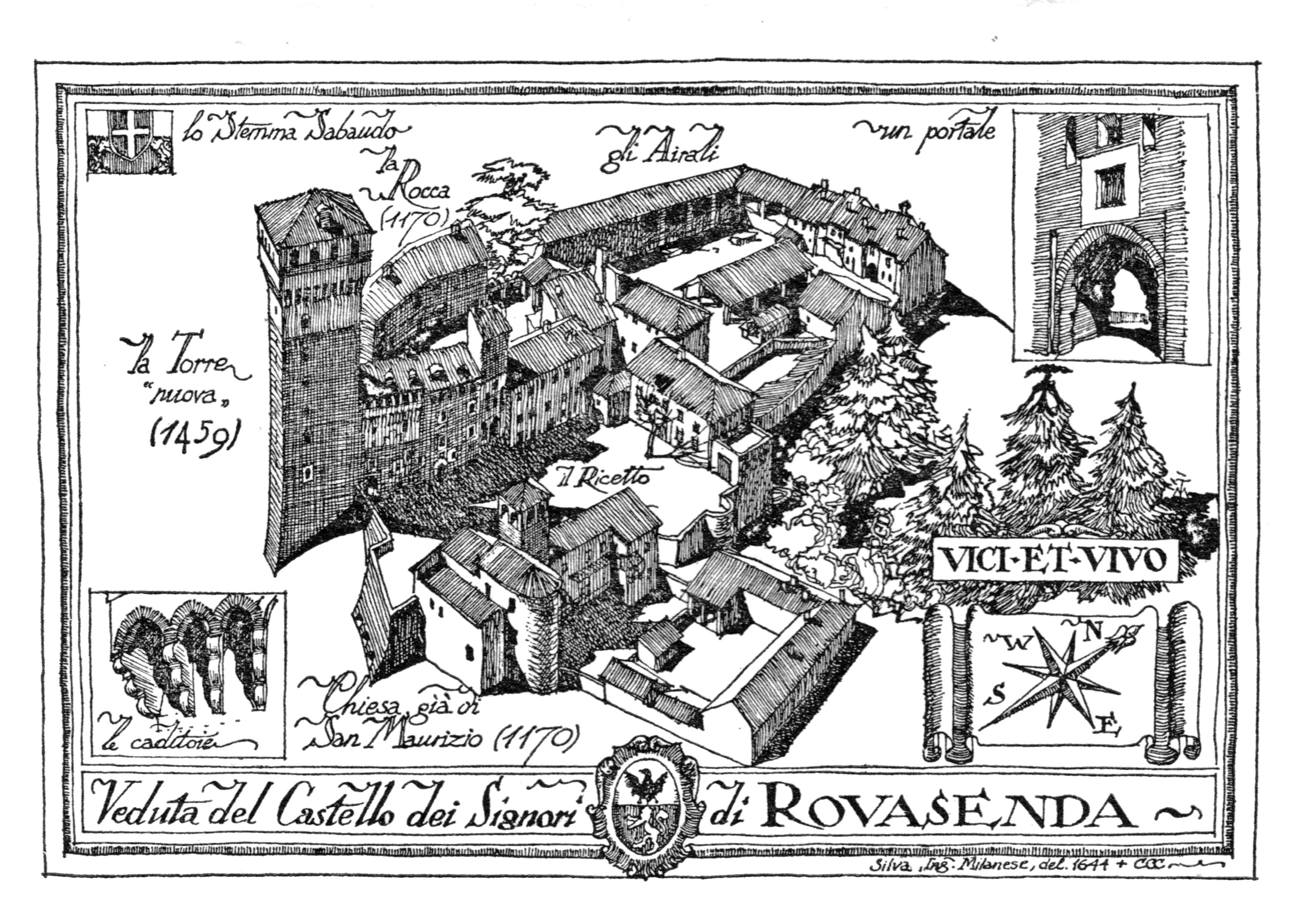
Litografia del Castello di Rovasenda realizzata dall'ingegnere Paolo Caccia Dominioni nel 1944.